# Paul Elliott (tenor)
Paul Elliott (Macclefield, Cheshire, 19 de marzo de 1950) es un tenor británico, especializado en la interpretación de música antigua y barroca.

## Biografía
De niño, formó parte de la escolanía de la catedral de San Pablo de Londres. Recibió allí su primera instrucción musical, y posteriormente estudió con David Johnson y Peter Pears. Se graduó en la Universidad de Oxford en Artes y Música. Su carrera profesional comenzó en 1972. A partir de entonces ha cantado, tanto como solista como miembro del coro, en grupos como el Deller Consort, Pro Cantione Antiqua, The Medieval Ensemble of London, la Academy of Ancient Music o el Theatre of Voices. Como solista, ha colaborado con directores como John Eliot Gardiner o Christopher Hogwood.
Está especializado en repertorio del siglo XVI al siglo XVIII aunque también canta obras de autores románticos y contemporáneos, como Franz Schubert,  Ralph Vaughan Williams, Steve Reich o Arvo Pärt. Fue miembro fundador del London Early Music Group y del Hilliard Ensemble. Ha participado también en numerosas grabaciones discográficas, algunas tan prestigiosas como las del Magnificat de Bach (dirigido por Simon Preston) o El Mesías de Haendel, dirigido por Christopher Hogwood.
Actualmente es profesor de canto histórico en la Universidad de Indiana. Desde 2009 es Presidente del Instituto de Música Antigua de dicha universidad.